# The Collector (2009)
The Collector Brasil: O Colecionador de Corpos  é um filme de terror e suspense lançado em 31 julho de 2009 dirigido por Marcus Dunstan e escrito por ele e também pelo Patrick Melton.

## Sinopse
O ex-presidiário Arkin (Josh Stewart) ganha a vida honestamente fazendo pequenos consertos em casas de famílias abastadas. Mas uma dívida de sua mulher Lisa (Daniella Alonso) com agiotas leva o rapaz a planejar um assalto à última casa onde trabalhou, de propriedade da família Chase que incluí o joalheiro Michael (Michael Reilly Burke), sua esposa Victoria (Andrea Roth), a pequena Hannah (Karley Scott Collins) e Jill (Madeline Zima). Achando que a família saiu em viagem, Arkin invade a casa a noite atrás do cofre. Mas, para sua surpresa, um serial killer conhecido como "O Colecionador" (Juan Fernandez) também invadiu a casa e espalhou armadilhas mortais em todos os cômodos e tomou a família como refém. Frio e violento, o assassino passa horas torturando a família; Arkin então terá que fazer o possível para fugir da casa.